# Episinus maculipes numidicus
Episinus maculipes numidicus is een spinnenondersoort in de taxonomische indeling van de kogelspinnen (Theridiidae).
Het dier behoort tot het geslacht Episinus. De wetenschappelijke naam van de soort werd voor het eerst geldig gepubliceerd in 1905 door Wladislaus Kulczynski.